# Kirkia dewinteri

Kirkia dewinteri es un árbol pequeño de la familia Kirkiaceae, endémico de la sabana seca de Kaokoveld en Namibia. Esta rara especie se encuentra en afloramientos rocosos y generalmente crece hasta alcanzar los 5 metros de altura. La corteza es amarilla con manchas negruzcas. Su fruto es una pequeña cápsula leñosa que se divide en cuatro valvas.